# Мукасей Михайло Ісаакович
Михайло Ісаакович Мукасей (рос. Михаи́л Исаа́кович Мукасе́й, 13 серпня 1907, Замістя, Мінська губернія, Російська імперія — 19 серпня 2008, Москва, Росія) — радянський розвідник-негелаг в США та країнах Західної Європи, почесний співробітник держбезпеки, полковник розвідки.

## Біографія
Михайло Ісаакович Мукасей народився 13 серпня 1907 року в Замісті, Слуцький повіт, Мінська Губернія (нині - Мінська область, Білорусь) у єврейській родині. Вчився в інситуті західних мов, спеціалузувався на бенгальській та англійській мові. В 1937 році за підпорядкуванням ЦК ВКП став слухачем в школі Розвідувального управління Робітничо-Кристиянської Червоної армії.
В 1939 році разом з дружиною Єлизаветою Іванівною Мукасей та зі сином виїхав на роботу по лінії військової розвідки в Лос-Анджелес, займав посаду віце-консула.
Батьки та родичі Михайла Мукасея залишились в Замісті та разом з іншими євреями населеного пункту були розстріляні німцями на початку німецько-радянської війнию
В 1955 році знову виїхав на нелегальну розвідувальну працю в Швейцарію, де вільно користувався їдишом, вдаючи з себе вижившого в концтаборі. Працював в США та інших країнах під кодовим прізвищем Зефір.
В 1977 році, разом з родиною повернувся до Москви, займався підготовкою нелегалів. В грудні 2004 року, родина Мукасей видали книгу під назвою Зефір та Ельза, в якій вони описували життя та працю за кордом протягом 30 років.
Похований в Москві на Хованському кладовищі.

## Родина
- Дружина — Єлизавета Іванівна Мукасей.

- Син — Анатолій Михайлович Мукасей, радянський та російський кінооператор та актор.

- Донька — Елла Михайлівна Мукасей.

- Онуки — Анатолій (1959–1987) та Михайло (1966).

## Нагороди
- Орден Червоного Прапора
- Орден Червоної Зірки
- Медаль «За бойові заслуги»
- Почесний співробітник держбезпеки